# Marling
Marling (Italiaans: Marlengo) is een gemeente in de Italiaanse provincie Zuid-Tirol (regio Trentino-Zuid-Tirol) en telt 2268 inwoners (31-12-2004). De oppervlakte bedraagt 12,8 km², de bevolkingsdichtheid is 177 inwoners per km².

## Geografie
Marling grenst aan de volgende gemeenten: Algund, Lana, Meran, Partschins, Tscherms.